# Peter Enevoldsen
Peter Enevoldsen (født 14. august 1961) med kælenavnet Ålen er en tidligere dansk fodboldspiller og nuværende assistenttræner for Fortuna Hjørring der spiller i den bedste danske kvindefodboldliga 3.F-ligaen. En stilling han tiltrådte i foråret 2018. Efter sæsonen 2018/2019 fratrådte han stillingen som assistenttræner for at i stedet fortsætte som sportschef i Fortuna Hjørring. 
Inden tiltrædelsen i Fortuna Hjørring var Enevoldsen assistenttræner i Randers hvortil han kom efter at havde været assistenttræner for SønderjyskE og før det cheftræner i Thisted FC.. Han har desuden været assistenttræner i Viborg FF.
Som aktiv spiller spillede han for Aalborg Freja, AaB, Borussia Mönchengladbach, LASK Linz og Nørresundby BK. Han opnåede 191 førsteholdskampe for AaB og scorde 5 mål.
Han er far til Thomas Enevoldsen og Simon Enevoldsen.